# Weeksville (Montana)
Weeksville es un lugar designado por el censo ubicado en el condado de Sanders en el estado estadounidense de Montana. En el Censo de 2010 tenía una población de 83 habitantes y una densidad poblacional de 11,25 personas por km².

## Geografía
Weeksville se encuentra ubicado en las coordenadas 47°31′52″N 115°0′28″O / 47.53111, -115.00778. Según la Oficina del Censo de los Estados Unidos, Weeksville tiene una superficie total de 7.38 km², de la cual 7.38 km² corresponden a tierra firme y (0%) 0 km² es agua.

## Demografía
Según el censo de 2010, había 83 personas residiendo en Weeksville. La densidad de población era de 11,25 hab./km². De los 83 habitantes, Weeksville estaba compuesto por el 97.59% blancos, el 0% eran afroamericanos, el 2.41% eran amerindios, el 0% eran asiáticos, el 0% eran isleños del Pacífico, el 0% eran de otras razas y el 0% pertenecían a dos o más razas. Del total de la población el 0% eran hispanos o latinos de cualquier raza.